# Klangwelle Bonn
Die Klangwelle Bonn war eine von Musik begleitete Licht-Wasser-Präsentation, die von 2005 bis 2013 auf dem Bonner Münsterplatz stattfand. Eine Nachfolgeveranstaltung findet seit 2014 in Bad Neuenahr-Ahrweiler statt.

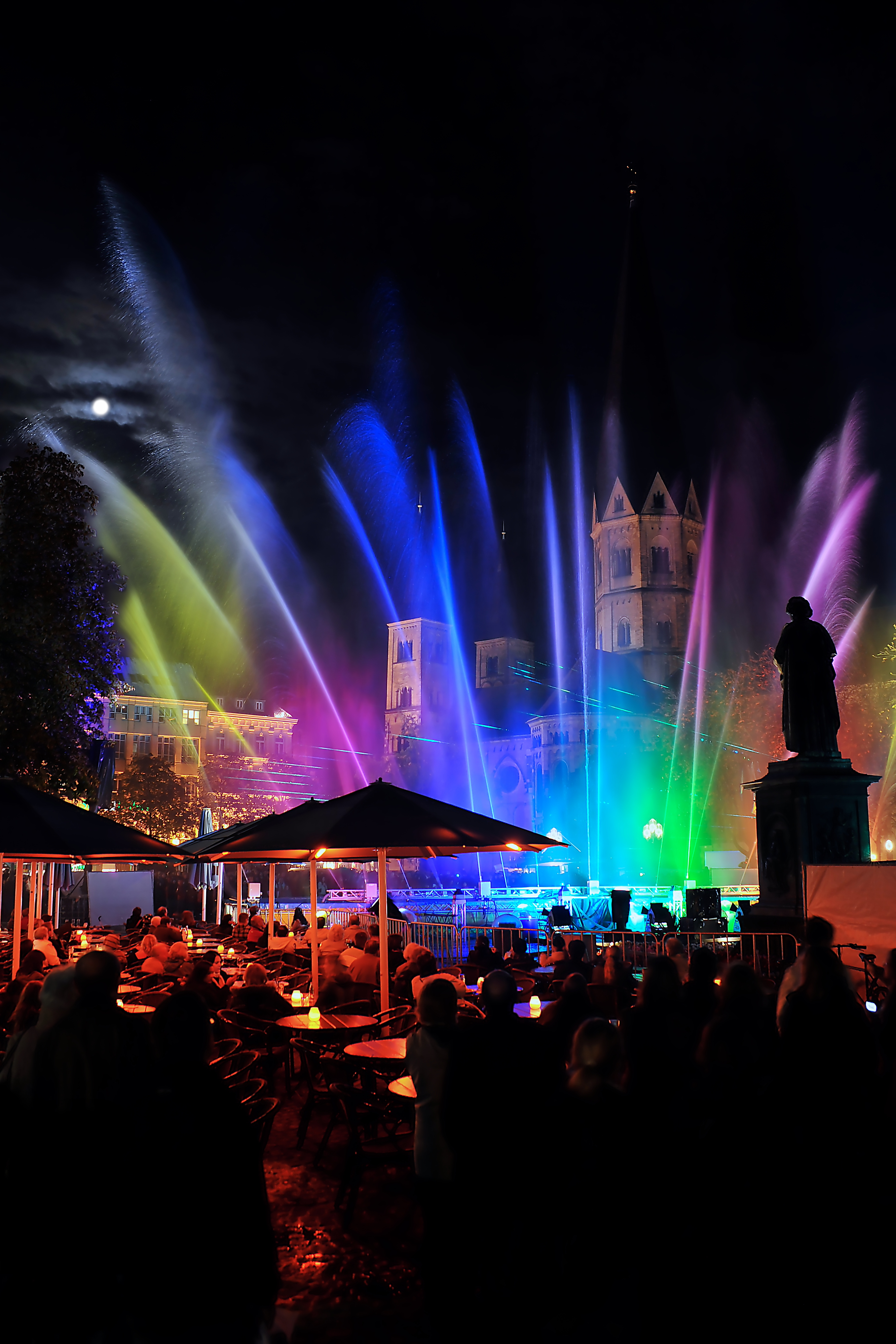
Klangwelle 2009

## Technik und Ablauf

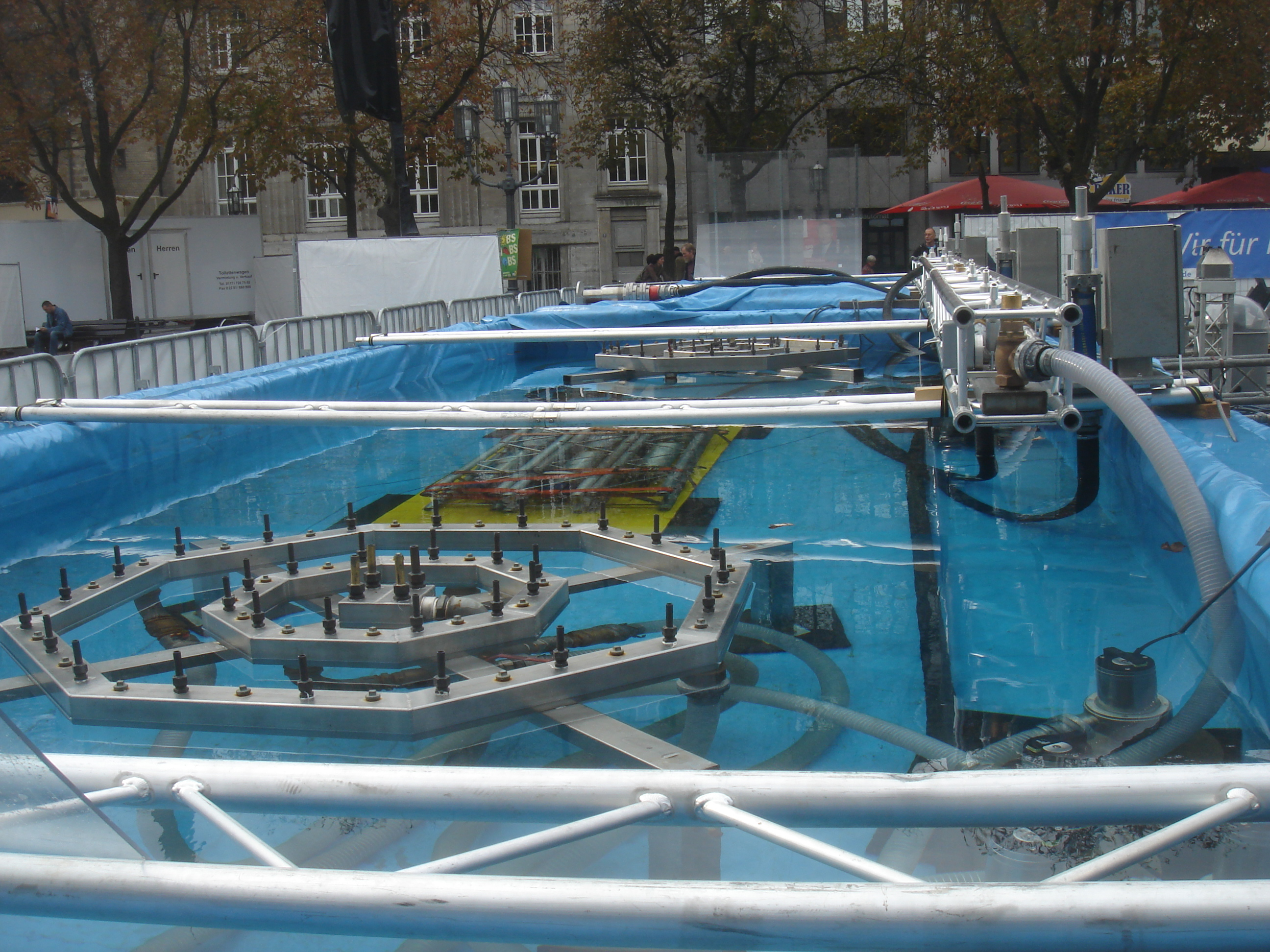
Wasseranlage der Klangwelle, 2009

Bei der Klangwelle wurden, wie bei einer Wasserorgel, von zahlreichen Wasserdüsen bewegliche Muster und Figuren aus Wasser erzeugt. Dazu kamen 45 Pumpen und über 800 Düsen zum Einsatz, neben Fontänen und Springbrunnen wurde auch eine Wasserwand (Waterscreen) gebildet. Die Fontänen wurden bis zu 30 m hoch. Ab 2012 kamen auch Flammenwerfer zum Einsatz (zum ersten Mal wurden diese bei der Klangwelle Bonn 2012 im Rockteil während des Songs Thunderstruck von ACDC eingesetzt).
Die Wasserstrahlen wurden verschiedenfarbig beleuchtet. Außerdem wurden wie bei einer Lasershow Laser-Animationen auf das Sprühwasser projiziert und auf der Wasserwand mit Beamern Filme abgespielt.
Als drittes Medium kam aus Lautsprechern abgespielte Musik dazu, zu der Wasser und Licht eine passende Choreographie ergaben. Gespielt wurden Klassische Musik, Rock- und Pop-Musik sowie rheinische Karnevalslieder.
Die Anlage wurde vor dem Beethoven-Denkmal auf dem Münsterplatz aufgebaut. Stücke des in Bonn geborenen Ludwig van Beethoven wurden stets im Klassik-Teil der Veranstaltung verwendet, die Statue in die Show miteinbezogen.
Die gesamte Show bestand aus drei Teilen, zwischen denen es zum Auffüllen des Beckens jeweils eine Pause von 20 Minuten gab.

## Organisation
Die Technik stammte von der österreichischen Firma Consortium Eventtechnik GmbH. Die künstlerische Leitung trug ursprünglich Siegwulf Turek, 2007 ging sie an Roland Nenzel und Daniel Ploil. Die Finanzierung der eintrittsfreien Veranstaltung übernahmen lokale Unternehmen als Sponsoren.

## Geschichte
Die Bonner Klangwelle war ein Ableger der Klangwelle Wörthersee in Velden. Seit 2005 fand die Veranstaltung in Bonn jeweils an mehreren aufeinanderfolgenden Abenden im September bis Oktober statt. Nach Veranstalterangaben wurde die Klangwelle 2005 von knapp 60.000, 2006 von 80.000 und 2007 sowie 2008 von 100.000 Zuschauern besucht.
Die für 2014 geplante Klangwelle musste abgesagt werden, da sich zwei Anwohner über den Lärm der Veranstaltung beschwert hatten.
Im Kurpark der Stadt Bad Neuenahr-Ahrweiler konnte 2014 ein neuer Standort für die Klangwelle gefunden werden. Die Veranstaltung findet dort an zwei aufeinander folgenden Wochenenden statt.